# Oratorio della Madonna Addolorata
L'oratorio della Madonna Addolorata, citato anche come oratorio, o chiesetta, del capitello o tempietto dell'Addolorata, è un edificio religioso sito ad Anguillara Veneta, nella bassa padovana, non lontano dall'argine sinistro del fiume Adige. Caratterizzato da una pianta a due elementi contigui a base circolare, l'oratorio è facilmente individuabile per la presenza dei due campanilini con sommità a cupola, di gusto vagamente orientaleggiante, che lo affiancano simmetricamente.

## Storia

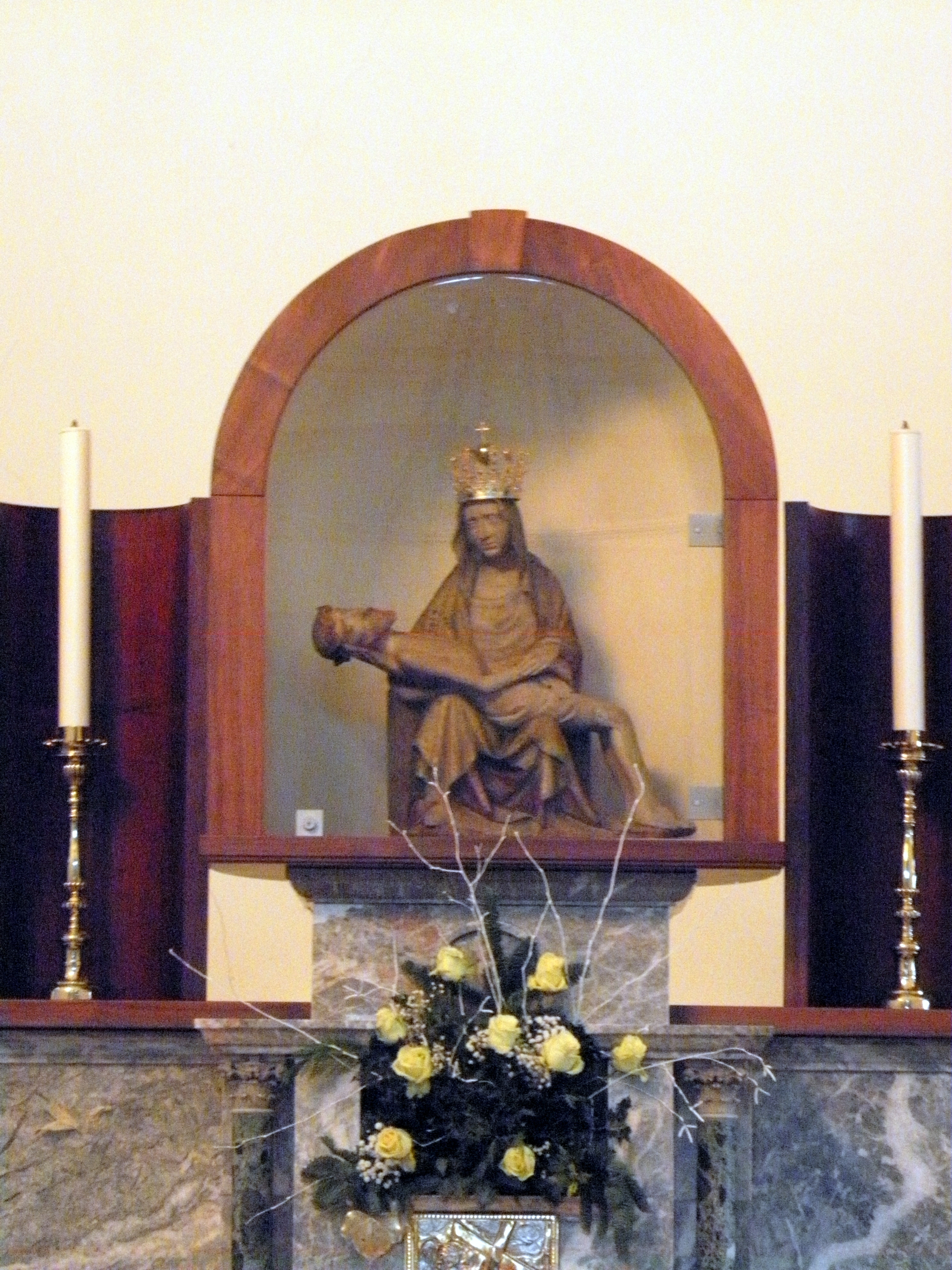
Interno, la Pietà di scuola salisburghese risalente al XV secolo.

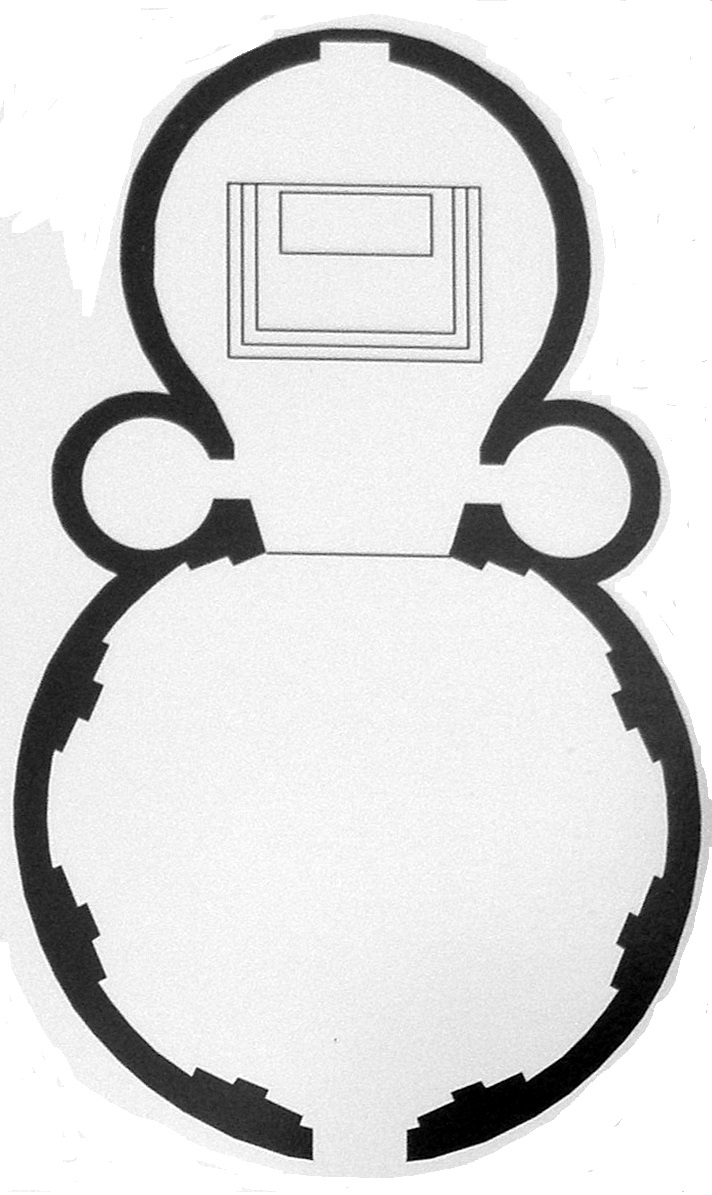
Pianta dell'edificio.

La struttura sorge sul luogo dove, secondo la tradizione popolare, si trovava la prima chiesa eretta a disposizione dei fedeli dell'abitato della quale si trova traccia nel XV secolo, il cui edificio venne distrutto a causa di eventi bellici anteriori al 1405. Dopo di questo, la tradizione popolare indica la costruzione di un nuovo edificio sorto per conservare un'immagine sacra, una Pietà, a ricordo della Vergine Maria apparsa tra i rami dei salici a una donna scacciata di casa dal marito violento in una notte di tempesta, episodio successo, a seconda delle fonti consultate, in epoca imprecisata tra il XV e il XVII secolo o datata, molto più precisamente, nell'anno 1414.
Benché l'intenzione della popolazione fosse di esporre l'immagine nell'allora chiesa parrocchiale, in riva all'Adige, tuttavia questa veniva ritrovata sul luogo dell'apparizione dopo che più volte venne traslata nella parrocchiale. L'evento considerato miracoloso convinse quindi i paesani a costruire un edificio nell'attuale luogo. Inoltre è noto l'anno, il 1792, di un successivo oratorio o ampliamento dello stesso, che però ritenuto inadeguato, venne sostituito dall'attuale nel 1865.
Commissionato da Filippo Fabris, come ricordato nella lapide posta sopra il portale, il nuovo edificio progettato da Federico Tietz fu costruito, tra il 1865 e il 1866, anche come ringraziamento alla Vergine per la fine dell'epidemia di colera del 1855 che falcidiò le popolazioni del luogo, ponendovi  al suo interno un'antica statua di Pietà, localmente nota come Madonna Addolorata del capitello. Per l'occasione, dal settembre 1865, ogni cinque anni in paese si i celebrano le cosiddette Feste Quinquennali, che per otto giorni vedono la statua esposta nelle diverse contrade di Anguillara Veneta prima di tornare all'oratorio.

## Descrizione
L'edificio è principalmente caratterizzato dalla pianta che si basa su due ambienti a pianta circolare, più ampio l'anteriore destinato ad accogliere i fedeli, e il posteriore che funge da presbiterio e da abside, raccordato al centro dove, all'esterno, sono disposti simmetricamente i due campanili, anch'essi a pianta circolare, che terminano con cuspidi a cupola.
All'interno è presente, posta sull'altare, una Pietà di scuola salisburghese risalente al XV secolo.